# Макс дю Вьози
Алфонсин Зефирин Вавасьор (на френски: Alphonsine Zéphirine Vavasseur) е френска писателка на произведения в жанра романс. Пише под псевдонима Макс дю Вьози (на френски: Max du Veuzit).

## Биография и творчество
Алфонсин Вавасьор е родена на 29 октомври 1876 г. в Льо Пьоти-Кьовил, Сен Маритим, Франция, селски район близо до Руан. Дядо ѝ я учи да чете и да пише, и още на 7 години да измисля приказки за куклите. В училище пише малки истории, които се четат публично и дори има постановка в малък театър.
След като завършва училище започва да пише разкази, а през 1896 г. и романи. През 1898 г. се омъжва да Франсоа Симоне, жп служител по линията Париж-Хавър. Имат две деца – Анри и Клер, а по-късно и трето.
След женитбата си започва да публикува под псевдонима Макс дю Вьози, под който става известна. През 1902 г. е приета в Обществото на френските писатели. Работи като главен редактор на списание „Annales agricoles“, където пише за всичко под различни псевдоними, като отделя особено внимание на театралната критика. Тя присъства на всички представления, а и сама пише пиеси под псевдонима Джордж Ломела (на френски: Georges Lomelar). Член е и на Дружеството на драматичните писатели и на Географското дружество.
През 1905 г. се премества да живее в Арфльор. Работи като редактор на вестник „Монтивилие“ и пише литературна критика за различни списания. Води със съпруга си забързан живот между операта, „Комеди франсез“ и „Мулен Руж“.
През 1932 г. се премества в Боа-Коломб. През 1935 г. купува замъка „Темерикур“.
За своето творчество писателката е удостоена със званието Рицар на Почетния легион през 1952 г.
Алфонсин Вевасьор Симоне умира на 15 април 1952 г. в Боа-Коломб, О дьо Сен, Франция. На нейно име се учредява награда за млади таланти.

## Произведения

### Самостоятелни романи (частично)
- Mon mari (1931)
Моят съпруг, изд. „Радулов Империал“ Русе (1993), изд. „Румена“ Пловдив (1993), прев.
- John, chauffeur russe (1931)
- Sa maman de papier (1934)
- Moineau en cage
- Un mari de premier choix
Съпруг по поръчка, изд.: ИК „Хермес“, Пловдив (1992), прев. Радка Крапчева
- Vers l'unique
Към единствената, изд. „Боивест“ (1994), прев.
- Fille de prince
- Petite comtesse
- L'étrange petit comte
- Sainte sauvage
- Le Cœur d'ivoire
- Nuit nuptiale
Брачна нощ, изд.: ИК „Хермес“, Пловдив (1992), прев. Радка Крапчева
Съпругата без брачна нощ. Само една нощ, изд.: ИК „Хермес“, Пловдив (1992), прев. Радка Крапчева
- L' Automate (1935)
- Le Vieux Puits (1936)
Старият кладенец, изд. „Атания“ (1993), изд. „Боивест“ (1993), прев. Милена Дочева
- Rien qu'une nuit (1937)
- L'Enfant des ruines (1938)
Дъщерята на лесничея, изд. „МАГ 77“ (1992), прев.
Невидими нишки, изд. „Алекс принт“ (1992), прев.
- L'Inconnu de Castel-Pic (1939)
Имението в планината, изд. „Боивест“ (1992), изд. „МАГ 77“ (1992), прев.
- Moineau en cage (1942)
- La Jeannette
- Le Mariage d'une interne (1952)
Брак по сметка, изд. „Боивест“ (1992), прев. Радка Крапчева
- Un Singulier marriage (1967)
- Mariage doré (1975)
- Le mystère de Malbackt
Тайнственият непознат, изд. „Боивест“ (1992), прев. Радка Крапчева
- La Châtaigneraie (1983)

### Пиеси
- Comédie en un acte (1912)

### Книги за Макс дю Вьози
- Max du Veuzit: (Alphonsine Vavasseur-Acher Mme François Simonet 1876 – 1952), biographie, bibliographie, bibliographie critique, résumés de tous ses romans, contes et pièces de théâtre (2004) – от Даниел Фромон
- Max du Veuzit, 1876 – 1952: bibliographie critique (2011) – от Даниел Фромон